# Ostrvica (żupania splicko-dalmatyńska)
Ostrvica – wieś w Chorwacji, w żupanii splicko-dalmatyńskiej, w mieście Omiš. W 2011 roku liczyła 196 mieszkańców.